# 아서 (레이더)

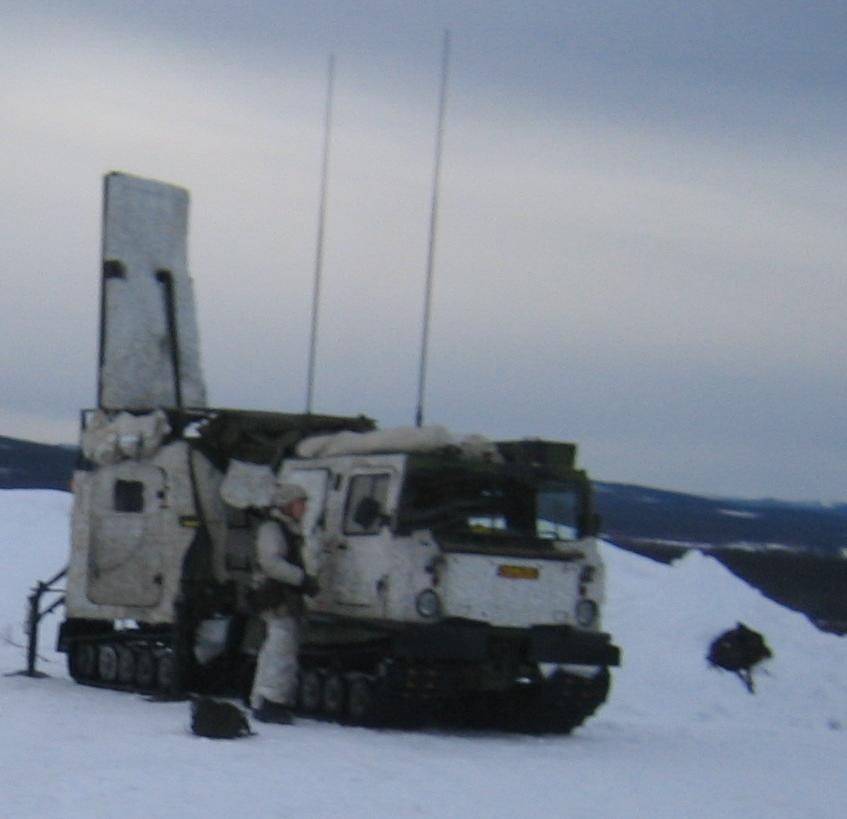
탈착가능 겨울 위장을 한채로 배치된 아서(ARTHUR)

ARTHUR(Artillery Hunting Radar, 통칭 아서)는 스웨덴에서 개발된 이동식 "대포병 레이다" 시스템에 대한 약어이다. 'ARTHUR'의 'ART'는 Artillery(포병)을 의미하고, 'HU'는 Hunting(사냥), 'R'은 Radar(레이다)에서 따온 글자이다. 이 대포병레이다는 여단 혹은 사단급 제대의 대포병감지의 핵심적 역할을 수행하기 위해 개발되었다. 레이다는 PESA 방식이며, Bv206에 탑재되어 이동한다. 레이다는 스웨덴 에릭슨(Ericsson)에 의해 개발되었고, 유닛 당 가격은 48,000,000 스웨덴 크로나(76억원)로 추정된다.
2006년 6월에, 에릭슨은 레이다를 개발한 에릭슨 마이크로웨이브 시스템스의 대부분을 사브에게 매각했으며, 그 명칭은 사브 마이크로 웨이브 시스템스(Saab Microwave Systems)로 변경되었다.

## 종류

### 초기형
아서(ARTHUR)는 포탄의 비행궤적을 추적함으로써 적대세력의 포병 위치를 탐색한다. 원형(Original) 아서(ARTHUR)는 15~20Km 거리에서 적의 야포를 탐지할 수 있고, 120mm 박격포는 30~35km거리에서 매우 적은 방위오차 가능성을 가진채 탐지할 수 있다. 이 성능은 아군의 포병이 대포병사격을 수행하기에 충분한 효율적인 정확도다. ARTHUR는 단독 운용시 중거리 포병 탐색시스템으로 활용할 수 있으며 2~4개의 레이다로 구성된다면 장거리 탐색시스템으로서도 운용 가능하다. 이러한 전술적 유연성은 시스템이 관심 지역의 지속적인 감시를 유지하는 것을 가능하게한다.

### Mod B
업그레이드된 아서 모드 B(ARTHUR Mod B)는 영국 육군의 야포, 박격포, 로켓(방사포)을 탐색하기 위한 '이동식 대포병탐색자산'의 요구조건(통칭 MAMBA)을 충족한다. 영국 육군의 요구 성능은 20~25km거리에서의 야포 탐색, 35~45 km 거리에서 일정오차수준이하의 오류가능성을 지닌채로의 120mm박격포 탐지능력이다. 이러한 영국 육군의 요구조건은 이라크와 아프가니스탄에서 성공적으로 적용되었다.

### Mod C
모드 C는 더 커진 안테나를 가지고있어, 55 km 거리에서 박격포탄을 탐지할 수 있으며, 31 km 거리에서 야포탄을, 그리고 50~60 km 거리에서 로켓탄(방사포탄)을 탐지해낼수 있다. 또한 1분에 약 100개의 목표물을 탐색가능하다. 아서는 C-130에 의해서 수송가능하며 CH-47 Chinook 같은 헬리콥터 아래에 매달아 항공수송이 가능하다. 이 점은 신속한 항공운용에 의한 배치를 가능케 해준다.

## 비교

### AN/TPQ-36, 37
AN/TPQ-36과 AN/TPQ-37은 미국의 휴즈 에어크래프트 사에서 개발한 대포병 레이다로, 포탄이나 로켓과 같은 물체를 탐지 추적할 수 있다. AN/TPQ-36은 보다 소형이고 탐지거리가 종류에 따라 18 ~ 24 km 수준인데 비해 AN/TPQ-37은 보다 대형에 탐지거리 역시 30 ~ 50 km까지 뻗는다. 두 레이다 모두 트레일러 견인식이며, 미군에서 AN/TPQ-36은 대개 험비에게 견인되며 AN/TPQ-37은 2½톤 트럭으로 견인된다. 최대 10개의 표적을 동시에 식별할 수 있으며, 내부적으로 99개까지 표적을 저장할 수 있다. 미국 외에도 다양한 나라에서 운용중이며 대한민국 국군에서도 AN/TPQ-36과 AN/TPQ-37 둘 다 운용중이다.

## 운용국
- 그리스
- 노르웨이
- 대한민국 - 대한민국 군 당군은 당초 차기대포병탐지레이다사업(WRL-X)을 통해 2010년 말까지 6기의 아서 mod-C를 도입할 예정이었으나, 연평도 포격에 따른 후속조치로 2기를 추가 배치할 것으로 알려졌다.[1][2]
- 덴마크
- 싱가포르
- 스웨덴
- 스페인
- 영국
- 이탈리아
- 체코
- 캐나다

## 제원
- 주파수: C 밴드(4~8 GHz)
- 안테나: PESA
- 탐지거리:
- 가격: 76억원

## 같이 보기
- AN/TPQ-36 파이어파인더
- AN/TPQ-37 파이어파인더
- EL/M-2084 - 이스라엘 엘타 사의 S 밴드 AESA 레이다, 아이언 돔이라는 이름으로 유명하다. 적 포병 위치도 포착하며, 적 항공기 요격도 하는 다목적 레이다